# 霍赫沙伊德
霍赫沙伊德（德語：Hochscheid）是德国莱茵兰-普法尔茨州的一个市镇。总面积15.39平方公里，总人口255人，其中男性127人，女性128人（2011年12月31日），人口密度17人/平方公里。